# Karlsfors
Karlsfors är ett bostadsområde i Hakarps socken i Jönköpings kommun och län belägen sydost om Huskvarna.
År 1995 avgränsade SCB en småort här med 52 invånare på 9 hektar.